# Фрідріх-Вільгельм Дернен
Фрідріх-Вільгельм Дернен (нім. Friedrich-Wilhelm Dernen; 15 лютого 1884, Кельн — 15 лютого 1967, Бад-Гомбург) — німецький офіцер, генерал-майор резерву вермахту. Кавалер ордена Pour le Mérite і Німецького хреста в золоті.

## Біографія
1 жовтня 1907 року поступив на службу однорічним добровольцем в 110-й гренадерський полк. 30 вересня 1908 року відправлений у резерв. 6 серпня 1914 року призваний на службу і призначений командиром взводу 110-го гренадерського полку. Учасник Першої світової війни на Західному фронті. З березня 1915 року — командир роти свого полку. 6 грудня 1918 року звільнений у відставку.
Після війни працював комерційним співробітником BASF. З 19 серпня по 15 вересня 1935 року проходив резервні курси командира роти у батальйонному штабі 26-го піхотного полку, 1 січня 1936 року призначений у резерв полку.
2 вересня 1939 року призваний на службу в штаб 15-го запасного піхотного полку. З 5 жовтня 1939 року — командир 3-го батальйону 36-го піхотного полку. 29 січня 1940 року захворів і відправлений на лікування, потім у 88-й запасний піхотний батальйон, з 11 квітня 1940 року — командир батальйону. З 12 червня 1940 року — командир 1-го батальйону 550-го піхотного полку. З 1 серпня 1940 року — директор тренувальних курсів дивізії №159. З 15 жовтня 1940 року — командир 3-го батальйону 36-го піхотного полку. 17 січня 1942 року знову захворів у був відправлений на лікування, потім — у резерв. З 11 травня 1942 року — командир 9-го запасного піхотного батальйону, з 27 вересня 1942 року — 9-го запасного гренадерського полку. З 16 березня 1943 року — в штабі 90-ї панцергренадерської дивізії і командир фортечної бригади «Сардинія». 16 серпня 1943 року відправлений у резерв ОКГ і відряджений до командувача військами в Бельгії-Північній Франції для використання в якості польового коменданта. З 7 грудня 1943 року — польовий комендант Мон-де-Марсан. 8 лютого 1944 року відряджений до командувача групою армій «G» для використання в якості польового коменданта. З 19 лютого 1944 року — комендант 563-ї польової комендатури і, одночасно, бойовий комендант Монпельє.  З 19 жовтня 1944 року — командир 159-ї піхотної дивізії. 11 грудня 1944 року відправлений у резерв ОКГ. 17 січня 1945 року призначений комендантом фортеці Ольмюц, проте через хворобу не зміг прийняти командування і 25 січня госпіталізований. У вересні 1945 року взятий в американський полон. В лютому 1948 року звільнений.

## Звання
- Лейтенант резерву (17 лютого 1914)
- Оберлейтенант резерву запасу (6 грудня 1918)
- Гауптман резерву (1 січня 1936)
- Майор запасу (1 серпня 1936)
- Оберстлейтенант запасу на активній службі (27 серпня 1939)
- Оберстлейтенант запасу до розпорядження (29 березня 1940)
- Оберстлейтенант до розпорядження (1 квітня 1941)
- Оберст резерву (1 грудня 1942)
- Генерал-майор резерву (1 грудня 1944)

## Нагороди
- Залізний хрест 2-го і 1-го класу
- Орден Церінгенського лева, лицарський хрест 2-го класу з мечами
- Королівський орден дому Гогенцоллернів, лицарський хрест з мечами
- Орден Військових заслуг Карла Фрідріха, лицарський хрест (13 листопада 1916)
- Pour le Mérite (29 серпня 1918)
- Почесний хрест ветерана війни з мечами
- Застібка до Залізного хреста 2-го і 1-го класу
- Німецький хрест в золоті (10 січня 1942)
- Медаль «За зимову кампанію на Сході 1941/42»